# Opilio Rossi
Opilio Cardeal Rossi (Nova York, 14 de maio de 1910 — Roma, 9 de fevereiro de 2004) foi um cardeal da Igreja Católica Romana.

## Biografia

### Juventude
Opilio nasceu na Cidade de Nova Iorque, filho de Davidina Ciappa e de Angelo Rossi, imigrantes italianos oriundos de Bedonia, Parma, [Itália]]. Ainda muito menino, transferiu-se com sua mãe e seu irmão para Cereseto, Itália, onde seu tio materno, o padre Lazzaro Ciappa, era o pároco. Em 1915, quando Lazzaro foi transferido para Corso, Davidina e seus filhos mudaram-se para a Scopolo, fração geográfica de Bedonia. Aí Opilio recebeu sua primeira comunhão e o crisma, aos sete anos de idade, de Dom Giovanni Maria Pellizzari, bispo da Diocese de Piacenza-Bobbio.
Em 1917, o pai de Opilio regressou dos Estados Unidos para a Itália e, em setembro de 1918, Davidina faleceu. Meses depois, Opilio foi morar com seu tio e seus avós maternos em Corso.

### Sacerdócio
Frequentou o Collegio Alberoni, em Piacenza, e o Pontifício Ateneu Santo Apolinário, em Roma, laureando-se em Direito Canônico com uma tese a respeito de São Basílio.
Foi ordenado sacerdote em 11 de março de 1933, em Roma, por Dom Ersilio Menzani, sucessor de Dom Giovanni, e se estabeleceu na Diocese de Piacenza. Durante seu período como estudante, requereu a cidadania italiana.
Deu continuidade a seus estudos, gradando-se pela Pontifícia Academia Eclesiástica em 1937, convocado em seguida para trabalhar na Secretaria de Estado da Santa Sé, no pontificado do Papa Pio XI. Em 1938, entrou para o corpo diplomático e foi enviado para secretariar a nunciatura apostólica na Bélgica durante um ano, sendo transferido depois para a dos Países Baixos por igual período. Em 1940, foi elevado ao cargo de auditor na nunciatura da Alemanha, onde esteve pelos cinco anos seguintes, num período delicado, dadas as circunstâncias que levaram o governo daquele país a deflagrar a Segunda Grande Guerra.
Opilio foi de grande relevância para o recuperação tanto da Alemanha quanto dos Países Baixos, em cuja nunciatura foi auditor entre 1945 e 1948, após o conflito. Em 1951, retornou novamente para a nunciatura alemã, no cargo de conselheiro.

### Episcopado
Em 21 de novembro de 1953, Opilio foi nomeado pelo Papa Pio XII arcebispo titular de Ancira e núncio apostólico no Equador. Sua sagação episcopal ocorreu em 27 de dezembro seguinte, na Catedral de Santa Maria Assunta, em Piacenza, oficiada por Aloisius Joseph Muench, arcebispo de Fargo e núncio na Alemanha, auxiliado por Umberto Malchiodi, arcebispo titular de Serres e coadjutor de Piacenza, e por Artemio Prati, bispo de Carpi. Tomou como lema: Omnia in Christo (Tudo em Cristo).
Após cinco anos no Equador, em 25 de março de 1959, foi transferido para a nunciatura do Chile e, em 25 de setembro de 1961, para a Áustria. Atendeu a todas as sessões do Segundo Concílio do Vaticano, de 1962 a 1965.

### Cardinalato
O Papa Paulo VI elevou Opílio ao cardinalato no consistório de 24 de maio de 1976, designando-lhe a diaconia de Santa Maria Libertadora no Monte Testácio. Em 20 de dezembro daquele mesmo ano, foi nomeado presidente do Pontifício Conselho para os Leigos e do então Comitê para a Família, o qual seria promovido a conselho em 1981. Participou dos conclaves que elegeram, sucessivamente, João Paulo I e João Paulo II em agosto e em outubro de 1978.
Foi cardeal protodiácono, isto é, o mais antigo dentre aqueles de sua classe entre 2 de fevereiro de 1983 e 22 de junho de 1987, ocasião em que optou pela ordem dos cardeais-presbíteros, assinalado com a titularidade de São Lourenço em Lucina.
Em 1984, foi feito presidente do Pontifício Comitê para os Congressos Eucarísticos Internacionais e da Comissão Cardinalícia para os Pontifícios Santuários de Pompeia, Loreto e Bari.
Perdeu o direito de participar dos conclaves ao completar, 80 anos, em 1990. Em 3 de janeiro de 1991, teve sua renúncia plena aceita pelo Papa.

### Morte
Opilio faleceu aos 93 anos, no Domus Internationalis Paulus VI e seu corpo foi sepultado na Igreja de Nossa Senhora de Lourdes, em Scopolo, a qual ele costumava frequentar quando criança.